# Marcello Simoni
Marcello Simoni (Comacchio, 27 de junho de 1975) é um escritor, bibliotecário e arqueólogo italiano.
Em 2011, ele publicou o romance Il Mercante di Libri Maledetti que ficou em segundo lugar no ranking de livros mais vendidos na Itália em 26 de setembro de 2011. Em 2 de julho de 2015, ele publicou o L'abbazia dei Cento Peccati, o primeiro romance dele que atinge um milhão de cópias. Foi traduzido em 18 países.

## Biografia
Marcello Simoni nasceu em Comacchio, Província de Ferrara, Itália em 1975.
Licenciado em Letras pela Universidade de Ferrara, trabalhou como arqueólogo durante anos, antes de se tornar bibliotecário do Seminário da Anunciação. Publicou vários ensaios históricos, especialmente para a revista especializada Analecta Pomposiana. Grande parte de sua pesquisa se concentra na Abadia de Pomposa, com especial atenção aos afrescos medievais que retratam cenas do Antigo e do Novo Testamento e do Apocalipse.
Seu primeiro romance, Il Mercante di Libri Maledetti, é um thriller medieval que gira em torno da figura de Ignacio de Toledo. 
Em 21 de janeiro de 2020 foi convidado ao Senado Italiano, sala Isma, para debater sobre literatura, democracia e a relação entre homem e poder com os senadores Paola Boldrini e Roberto Rampi. A reunião, moderada por Camilla Ghedini, foi inaugurada com uma mensagem de Andrea Martella, subsecretária do primeiro-ministro italiano, encarregada de informação e publicação.
Em seu tempo livre, Simoni organiza eventos culturais literários.

## Prêmios
É o vencedor do Prêmio Bancarella em 2012.  Prêmio Lizza d’Oro de 2013 pelo livro L'Isola dei Monaci Senza Nome O autor recebeu o Prêmio What's up Young Talents for Culture em 24 de novembro de 2011, pelo Il Mercante di Libri Maledetti.

## Obras

### Saga do Mercador de Livros
- Il Mercante di Libri Maledetti (2011) O Mercador de Livros Malditos (Jangada, 2012)
- La Biblioteca Perduta dell'Alchimista (2012) A Biblioteca Perdida do Alquimista (Jangada, 2013)
- Il Labirinto ai Confini del Mondo (2013) O Labirinto no Fim do Mundo (Jangada, 2015)
- Il Segreto del Mercante di Libri (2020)
- La Profezia delle Pagine Perdute (2021)

### Saga Rex Deus
- L'Isola dei Monaci Senza Nome (Rex Deus Saga ebook) (2013) A Ilha da Relíquia Sagrada (Jangada, 2017)

### SagaCodice Millenarius
- L'abbazia dei Cento Peccati (2014) em Portugal: A Abadia dos Cem Pecados (Clube do Autor, 2016)
- L'abbazia dei Cento Pelitti (2015)
- L'abbazia dei Cento Inganni (2016)

### SagaSecretum
- L'Eredità dell'Abate Nero (2017)
- Il Patto dell'Abate Nero (2018)
- L'Enigma dell'Abate Nero (2019)

### Indagini dell'inquisitore Girolamo Svampa
- Il Marchio dell'Inquisitore (2016) em Portugal: O Inquisidor (Clube do Autor, 2017)
- Il Monastero delle Ombre Perdute (2018)
- La Prigione della Monaca Senza Volto (2019)

### Outros
- I Sotterranei della Cattedrale (novela, 2013)
- La Cattedrale dei Morti (antologia, 2015)
- Il lupo nell'abbazia (2019)
- La Selva degli Impiccati (2020)
- Il Mistero delle Dieci Torri (2021)